# تأثیر دنیاگیری کووید–۱۹ بر ورزش
دنیاگیری ۲۰–۲۰۱۹ کروناویروس صنعت ورزش را تحت تأثیر قرار داده‌است. در سراسر جهان و درجات مختلف، رویدادهای ورزشی لغو یا به تعویق افتاده‌است.

## سازماندهی چندین ورزش
بازی‌های زمستانی قطب شمال ۲۰۲۰ لغو شد، در حالی که بازی‌های پارا آزین ۲۰۲۰ به تعویق افتاد. در فیلیپین، ان‌سی‌ای‌ای فصل ۹۵ و یوای‌ای‌پی فصل ۸۲ هر دو به‌طور نامحدود به حالت تعلیق درآمد.

### المپیک تابستانی
دنیاگیری ۲۰–۲۰۱۹ کروناویروس به خودی خود نگرانی بازی‌های المپیک تابستانی ۲۰۲۰ را که از اواخر ماه ژوئیه در توکیو برگزار می‌شود، ایجاد کرده‌است و با توجه به المپیک دولت این کشور اقدامات احتیاط‌آمیز دیگری را انجام داده‌است تا به حداقل رساندن بیشترین تأثیر شیوع آن باشد. با این حال، رویدادهای انتخابی تقریباً روزانه لغو یا به تعویق می‌افتند.
مراسم سنتی روشنایی مشعل المپیک در المپیا، یونان، به منظور شروع رله مشعل بازی‌های المپیک تابستانی ۲۰۲۰، در تاریخ ۱۲ مارس بدون تماشاگر برگزار شد.

### ان‌سی‌ای‌ای
در ۱۱ مارس ۲۰۲۰، انجمن ملی ورزش‌های دانشگاهی (NCAA) - اصلی‌ترین نهاد تحریم آمریکا برای ورزش‌های دانشگاهی - در ابتدا اعلام کرد که مسابقات و مسابقات نیمسال زمستانی خود، از جمله مسابقات بسکتبال محبوب خود در مردان (معروف به عنوان "جنون مارس")، با "فقط کارکنان اساسی و حضور محدود خانواده" انجام می‌شود. با این حال، روز بعد، NCAA اعلام کرد که تمام مسابقات باقی‌مانده قهرمانی برای سال تحصیلی ۲۰۱۹–۲۰۲۰ به‌طور کامل لغو می‌شود. این اولین انصراف در تاریخ ۸۱ ساله مسابقات بسکتبال NCAA بود.

## فوتبال
در تاریخ ۱۳ مارس ۲۰۲۰، فیفا اعلام کرد که باشگاه‌ها مجبور نیستند بازیکنان خود را در فیفادی‌های بین‌المللی مارس و آوریل ۲۰۲۰ به تیم‌های ملی خود بفرستند، در حالی که بازیکنان نیز این گزینه را داشتند که بدون هیچ گونه عواقب یک فراخوان را رد کنند. فیفا همچنین توصیه کرد که تمام مسابقات بین‌المللی در طول این روزها به تعویق بیفتد، اگرچه تصمیم نهایی برای برگزارکنندگان مسابقه یا انجمن‌های عضو برای مسابقات دوستانه واگذار شد.

### آسیا
در چین، سوپر لیگ چین ۲۰۲۰ به دلیل ویروس به تعویق افتاد. در هنگ کنگ، جام سال نوی قمری ۲۰۲۰ در ۲۳ ژانویه لغو شد. دیگر لیگ‌های آسیا تحت تأثیر قرار گرفتند، از جمله کی‌لیگ کره جنوبی و جی‌لیگ ژاپن. لیگ قهرمانان آسیا و ای‌اف‌سی کاپ نیز تحت تأثیر قرار گرفت، تعدادی از مسابقات مرحله گروهی به تعویق افتاد.
در ۹ مارس ۲۰۲۰، فیفا و ای‌اف‌سی اعلام کردند که مسابقات مقدماتی جام جهانی ۲۰۲۲ که قرار است در مارس و ژوئن سال ۲۰۲۰ برگزار شود به دلیل دنیاگیری، به تاریخ‌های بعدی موکول شدند. بازی‌های پلی‌آف بین کره جنوبی و چین در مسابقات انتخابی المپیک ۲۰۲۰ زنان آسیا نیز به تعویق افتاد.
در هند، بازی‌های باقی‌مانده در آی-لیگ به تعویق افتاد و بازی فینال سوپر لیگ فوتبال هند در پشت درهای بسته بازی شد.

### اروپا
در اروپا، مسابقات حذفی مختلف در لیگ قهرمانان اروپا و لیگ اروپا در پشت درهای بسته در فوریه و مارس ۲۰۲۰ انجام شد. دو دیدار لیگ قهرمانان اروپا (منچستر سیتی – رئال مادرید و یوونتوس – لیون) و دو بازی لیگ اروپا (اینتر – ختافه و سویا – رم) نیز به‌طور نامحدود به تعویق افتاد. در ۱۲ مارس ۲۰۲۰، یوفا اعلام کرد که مسابقات انتخابی نخبگان مسابقات بین‌المللی جوانان و مردان زیر ۱۷ سال و زیر ۱۹ سال به تعویق افتاده‌است. روز بعد، یوفا تمام مسابقات را برای هفته بعد در لیگ قهرمانان اروپا، لیگ اروپا و لیگ جوانان به تعویق انداخت.
بسیاری از لیگ‌های داخلی اروپا در فوریه و مارس ۲۰۲۰ تحت تأثیر قرار گرفتند. پس از برنامه‌ریزی مجدد بازی‌های مختلف یا پشت درهای بسته بازی شد، سری آ در تاریخ ۹ مارس ۲۰۲۰ به تعویق افتاد. در تاریخ ۱۲ مارس، لا لیگا و سگوندا دیویسیون حداقل دو هفته پس از آزمایش یک بسکتبالیست رئال مادرید برای مثبت شدن ویروس، به حالت تعلیق درآمدند، که نتیجه آن فوتبالیست‌های رئال مادرید در قرنطینه قرار گرفتند. اردیویسیه نیز به حالت تعلیق درآمد، مدتی بعد لیگ ۱ و بوندس‌لیگا تعلیق شدند.
در تاریخ ۱۰ مارس، بازی لیگ برتر بین منچستر سیتی و آرسنال، که قرار است روز بعد بازی شود، به تعویق افتاد پس از آن‌که تعدادی از بازیکنان آرسنال با صاحب المپیاکوس، اوانگلوس ماریناکیس، که آزمایش کروناویروسش مثبت بود، ارتباط برقرار کردند، ۱۳ روز قبل در لیگ اروپا به مصاف هم رفته بودند. سرمربی آرسنال، میکل آرتتا برای آزمایشش مثبت درآمد و باعث شد بازی لیگ برتر این تیم مقابل برایتون اند هوو آلبیون برای آن هفته هم به تعویق بیفتد. از تاریخ ۱۳ مارس، حداقل یک مورد ثبت شده از این بیماری وجود داشته‌است که در لیگ‌های یاد شده بازیکنی را تحت تأثیر قرار دهد. فوتبالیست‌های سری آ دنیله روگانی و مانولو گابیادینی، فوتبالیست بوندس‌لیگا ۲ تیمو هوبرس، و کالوم هادسون-اودوی، فوتبالیست لیگ برتر. روگانی در حالی که بدون علامت بود تستش مثبت شد.
در تاریخ ۱۳ مارس، فوتبال نخبگان انگلیسی تا اوایل آوریل از جمله لیگ برتر فوتبال انگلستان، لیگ فوتبال، سوپر لیگ زنان انگلستان و قهرمانی زنان انگلستان به حالت تعلیق درآمد.
نگرانی‌های مربوط به جام ملت‌های اروپا ۲۰۲۰، که در دوازده شهر میزبان در سراسر اروپا برگزار می‌شود، و تأثیر احتمالی کروناویروس بر روی بازیکنان، کارکنان و بازدید کنندگان مسابقات مطرح شد. الکساندر چفرین، رئیس یوفا گفت که این سازمان اطمینان دارد که می‌تواند با اوضاع روبرو شود، در حالی که دبیر کلی تئودور تئودوریدیس اظهار داشت که یوفا در ارتباط با بیماری جهانی کرونا با سازمان جهانی بهداشت و دولت‌های ملی است. یوفا اعلام کرد که یک کنفرانس ویدئویی در تاریخ ۱۷ مارس با نمایندگان ۵۵ انجمن عضو آن به همراه نماینده فیف‌پرو و هیئت مدیره اتحادیه باشگاه‌های فوتبال اروپا و لیگ‌های اروپایی برگزار می‌شود تا در مورد پاسخ به شیوع مسابقات داخلی و اروپا از جمله جام ملت‌های اروپا ۲۰۲۰ بحث کنند.

### آمریکای شمالی
در تاریخ ۱۲ مارس ۲۰۲۰، لیگ قهرمانان کونکاکاف با تأثیر فوری به حالت تعلیق درآمد. در همان روز، لیگ برتر فوتبال ایالات متحده آمریکا به مدت ۳۰ روز به حالت تعلیق درآمد. روز بعد، تمام مسابقات کونکاکاف که برای ماه آینده برنامه‌ریزی شده بودند به حالت تعلیق درآمد.

### اقیانوسیه
در ۹ مارس ۲۰۲۰، کنفدراسیون فوتبال اقیانوسیه اعلام کرد که کلیه مسابقات تا ماه مه ۲۰۲۰ به تعویق افتاده‌است.

### آمریکای جنوبی
در تاریخ ۱۲ مارس ۲۰۲۰، فیفا اعلام کرد که دو دوره اول رقابت‌های انتخابی آمریکای جنوبی برای حضور در جام جهانی ۲۰۲۲ که قرار است در مارس ۲۰۲۰ برگزار شود، به تاریخ‌های بعدی موکول شده‌است. در همان روز، کونمبول اعلام کرد که جام لیبرتادورس به‌طور موقت به حالت تعلیق در خواهد آمد.

## والیبال
در تاریخ ۱۳ مارس، فدراسیون بین‌المللی والیبال (FIVB) تصمیم گرفت تا لیگ ملت‌ها را برای مردان (فینال‌های تعیین شده برای تورین، ایتالیا) و زنان به تعویق بیندازد تا بعد از المپیک تابستانی ۲۰۲۰ که ناشی از شیوع کروناویروس است.